# جورج د. ماسون
جورج د. ماسون (بالإنجليزية: George D. Mason)‏ هو مهندس معماري أمريكي، ولد في 1856، وتوفي في 1948.